# Синусная линейка

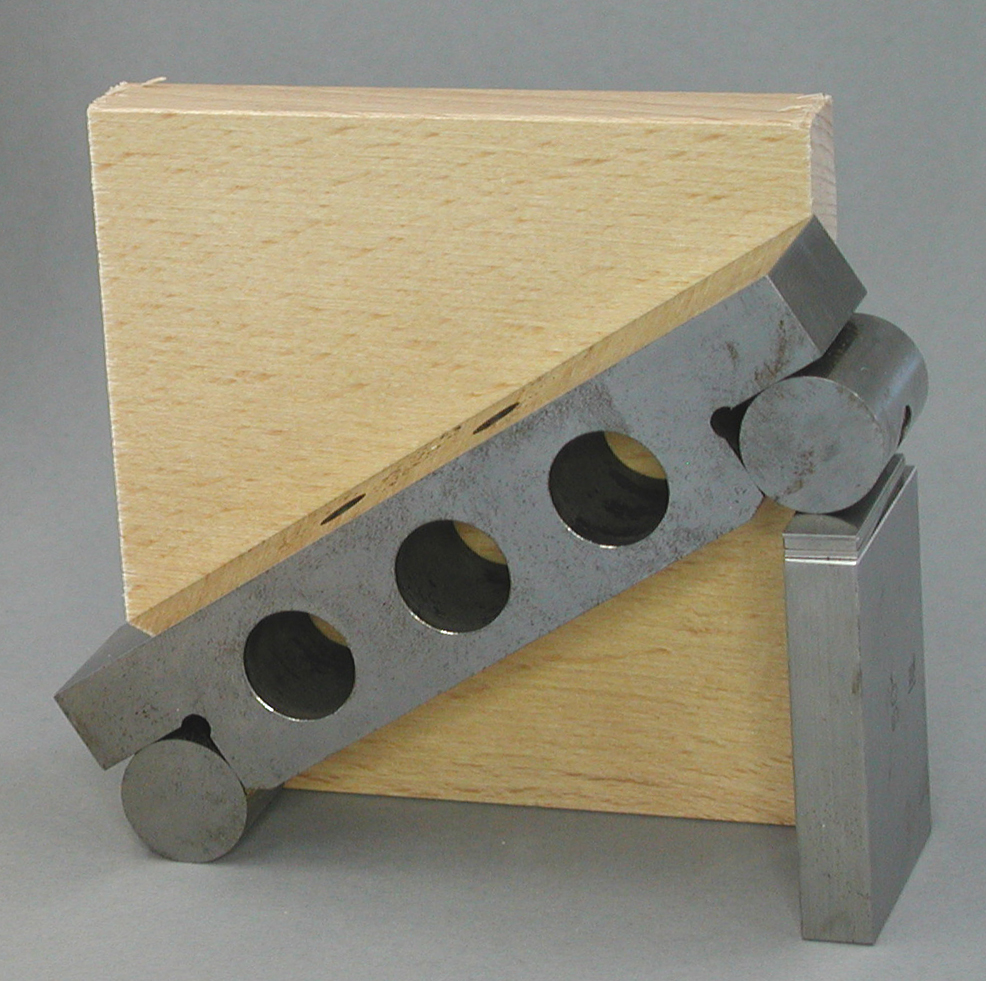
Установка требуемого угла наклона. Под правый цилиндр установлена стопка концевых мер требуемой длины.

Си́нусная лине́йка — измерительный и разметочный инструмент для установки точного угла наклона при измерениях или изготовлении деталей. Представляет собой параллелепипед с двумя цилиндрами равных диаметров с точно выдержанными размерами по диаметрам, укреплёнными на концах балки, оси цилиндров параллельны и расстояние между осями известно с высокой точностью.

## Использование
Для установки нужного угла наклона под один из цилиндров устанавливается набор концевых мер. Расстояние между линиями касания образующих цилиндров со стопкой мер и разметочной плитой равно межосевому расстоянию цилиндров, если плоскость плиты и плоскость стопки мер параллельны.
Численное значение угла наклона определяется длиной притёртой стопки концевых мер и определяется по таблице, по сути являющейся таблицей арксинусов, либо определяется вычислением арксинуса отношения длины стопки концевых мер к межосевому расстоянию цилиндров синусной линейки:
{\displaystyle \alpha =\arcsin {\frac {h}{L}}}
где {\displaystyle \alpha } — установленный угол; {\displaystyle h} — высота стопки концевых мер; {\displaystyle L} — расстояние между осями цилиндров.
Кроме этого, есть другой вариант синусной (пропорциональной) линейки, когда у линейки скошен один край на угол 5°44’21", что равно arcsin 0,1. Сдвиг на 1 см вдоль обычной линейки позволяет провести параллельную линию на расстоянии 1 мм от первоначального положения. Также линейка позволяет измерять более точно малые величины (точнее, чем циркуль).